# Yurihonjō
Yurihonjō (由利本荘市?) è una città giapponese della prefettura di Akita.